# 旦過市場

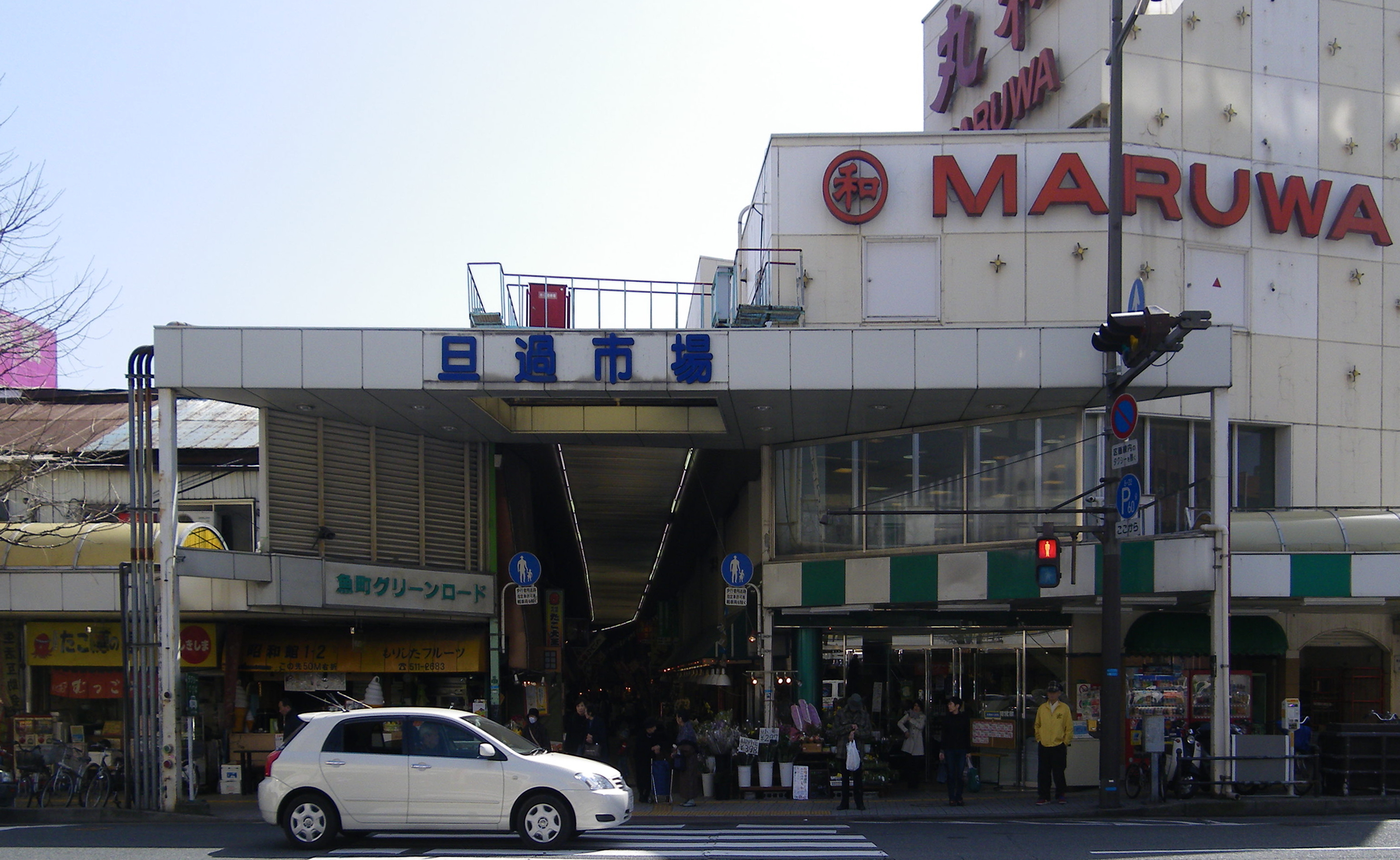
旦過市場北側入口

旦過市場（日语：たんがいちば）是位於日本福岡縣北九州市小倉北區魚町的一座市場，有「北九州的廚房」之稱。旦過市場內有多達200家以上的店鋪，和福岡市的柳橋聯合市場並列為福岡縣內的兩大市場。除了本地市民之外，飲食店等業者亦經常在旦過市場採購。

## 外部連結
- 旦過市場公式サイト （页面存档备份，存于）